# Masacre de la mina El Río
La masacre de la mina El Río ocurrió el 11 de noviembre de 2024 en el distrito de Pataz, en el departamento de La Libertad, al noroeste de Perú. El suceso dejo como saldo cuatro muertos y un herido.

## Contexto
Mineros informales venían teniendo roces con mineras formales, tanto grandes como pequeñas, lo que ocasionaba que se desarrollen atentados y enfrentamientos, a pesar de que el gobierno de la entonces presidenta Dina Boluarte había decretado en febrero del mismo año el Estado de emergencia en La Libertad y otros departamentos del noroccidente peruano.
Los mineros informales se organizan en grupos paramilitares o rondas campesinas conocidas como parqueros que también se disputan las zonas mineras entre sí, siendo la cuenca del río francés uno de los sitios que protagoniza esos incidentes, también se informó de la existencia de fosas comunes en las cercanías de dicho río.

## Desarrollo
El Río es una mina perteneciente y explotada por Corporación Huertas, en el llamado sector de Pueblo Nuevo del distrito de Pataz.
El ataque se desarrolló como emboscada contra uno de los socavones de Corporación Huertas, una empresa no regularizada, en dicho socavón estaban laborando cinco trabajadores que fueron sorprendidos y tomados prisioneros hasta un tiempo desconocido, hasta que posteriormente los atacantes decidieron ejecutarlos mediante disparos en la cabeza, muriendo cuatro de ellos en el acto.
Los cadáveres fueron abandonados en una vagoneta minera, la entrada de la mina fue derrumbada mediante explosivos para que quede bloqueada y los atacantes se llevaron los materiales de trabajo.

## Hechos posteriores
Cuando se descubrió el caso la Policía Nacional del Perú (PNP) informó que tenía dificultades en la recuperación de los cuerpos por la orografía del socavón. Se identificó que entre las víctimas había uno que seguía con vida pero malherido. La PNP comunicó que los atacantes intentaron hacer estallar la vagoneta junto a los restos por una carga de dinamita que estaba conectada al vehículo, pero que por algún motivo la mecha no logró consumarse. Los restos mortales de los trabajadores fueron trasladados a Trujillo, capital del departamento.
La identidad de los fallecidos fue de Francisco Soriano Chavez, Romani Aguirre Medina, Luis Díaz Zelada y Miguel Polo Leiva, ninguno de ellos superaban los 30 años de edad. La identidad del sobreviviente fue guardada en reserva. Todos los fallecidos eran originarios de la provincia de Bolívar, a excepción de uno que era de la provincia de Pataz.
Las familia de los occisos notificaron que Corporación Huertas no emitió ningún pronunciamiento por la masacre dentro de sus instalaciones, y que por el contrario intentaron exculparse de responsabilidad por la ola de criminalidad. Una de las familiares de uno de los fallecidos dijo:

Nos están diciendo que ha sido una balacera entre parqueros, pero eso es imposible por la forma en la que han muerto. Pedimos al encargado de la mina que se haga responsable. También pedimos a las autoridades que se esclarezca esta muerte. Queremos justicia.

Las familias también pidieron apoyo con los gastos de las exequias a la empresa minera, sin recibir respuesta oficial alguna.